# La Jeune Rhénanie

La Jeune Rhénanie est une association d'artistes modernes fondée le 24 février 1919 à Düsseldorf à l'initiative de l'écrivain Herbert Eulenberg et des peintres Arthur Kaufmann et Adolf Uzarski. L'association doit représenter les intérêts communs des jeunes artistes rhénans et organiser des expositions. Cela est précédé de 1918-1919 par une association de littérature et d'artistes appelée "Nouvelle Rhénanie", également autour d'Eulenberg. Le centre du groupe d'artistes Jeune Rhénanie est la galerie de la vieille ville « Junge Kunst - Frau Ey ». De nombreux artistes de l'association sont associés à l'expressionnisme rhénan.

## Histoire
Lors de sa fondation, Ernst te Peerdt et Christian Rohlfs sont membres d'honneur de la « Jeune Rhénanie ». Heinrich Nauen, Fritz Westendorp (de), Adolf Uzarski, Eduard Sturm (de), Arthur Kaufmann, Alfred Fischer (de), Carl Moritz Schreiner (de) et Irma Goecke font partie du conseil d'administration. Le comité consultatif est composé de Hermann Burg, Walter Cohen, Herbert Eulenberg, Alfred Flechtheim, Franz Haniel (de), Karl Koetschau, Karl Ernst Osthaus, Gottlieb Reber (de), Richart Reiche (de), August Stein, Edwin Suermondt (de) et Hermann von Wedderkop.
La 1re exposition du groupe « La Jeune Rhénanie » a lieu en juin/juillet 1919 à la Galerie d'art de Düsseldorf (de) avec la participation de 113 artistes. Le nom « La Jeune Rhénanie » est inventé par l'historien de l'art Walter Cohen, qui organise en 1918 une exposition sous le titre « La Jeune Rhénanie » au Kölnischer Kunstverein. 19 artistes y exposent. À partir de 1921, une revue intitulée "La Jeune Rhénanie" est publiée. Son objectif est de créer un organe de communication indépendant du commerce de l'art pour la politique, l'art et la culture, qui soit favorable au nouvel art. En outre, un congrès international est organisé en 1922, qui reste la plus grande action du groupe.
Avec d'autres groupes d'artistes en Rhénanie tels que le "Sonderbund", la "Fédération des activistes", la "Société des arts de Cologne", l'"Union des artistes de Duisbourg", le "Progressif de Cologne (de)", le "Groupe d'artistes du Bas-Rhin (de)" et la "Sécession de Duisbourg", "La Jeune Rhénanie" fait partie de la scène intellectuelle de gauche ouest-allemande après la Première Guerre mondiale, qui maintient des contacts et des échanges étroits et interfère artistiquement et littérairement avec des expositions et des activités politiques de haut rang.

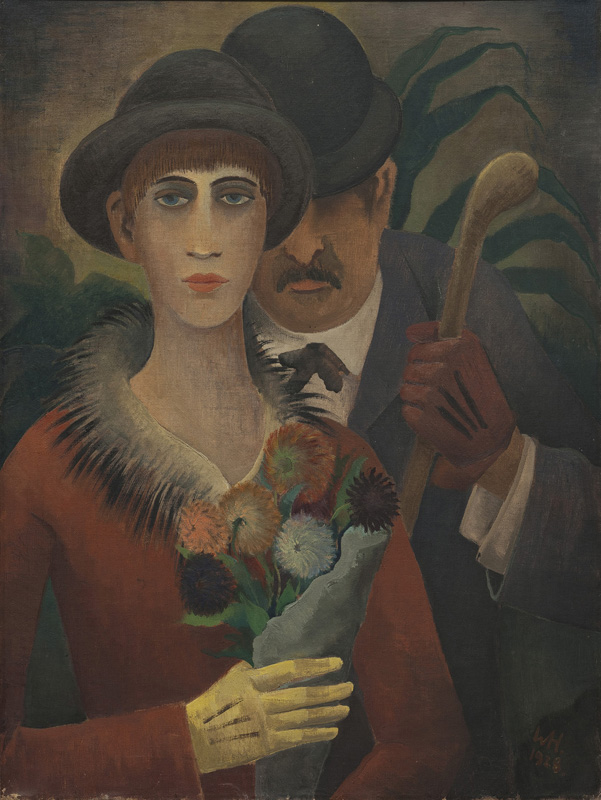
Werner Heuser : Dans les plantes (1928, huile sur toile)

La « Jeune Rhénanie » comprend Jankel Adler, Mathias Barz (de), Lorenz Bösken (de), Arno Breker , Theo Champion (de), Ferdinand Carl Cürten (de), Otto Dix, Joseph Enseling, Arthur Erdle (de), Max Ernst, Reinhold Ewald (de), Leopold Fleischhacker (de), Hans Füsser (de), Ernst Gottschalk (de), Bernhard Gobiet, Adolf de Haer (de), Werner Heuser, Ludwig ten Hompel (de), Peter Janssen, Curt Lahs (de), Carl Lauterbach, Ulrich Leman (de), Heinz May, Carlo Mense, Walter Ophey, Otto Pankok (de), Hans Rilke (de), Jupp Rübsam (de), Jean Paul Schmitz (de), Werner Schramm, Else Sehrig-Vehling, Richard Schwarzkopf (de), Karl Schwesig (de), Bernhard Sopher (de) les frères Otto et Karli Sohn-Rethel, Otto von Wätjen et Gert Heinrich
En 1923, le « Groupe rhénan » se sépare pour se réunir en 1928 avec la « Jeune Rhénanie » et d'autres pour former la « Sécession rhénane ». La réunion dans la "Sécession rhénane" est fondée par Julius Bretz avec quelques amis peintres. En 1930, l'exposition annuelle de la "Sécession rhénane" avec une exposition commémorative pour Walter Ophey a lieu dans la Galerie d'art de Düsseldorf 1930, le « Groupe rhénanie » quitte l'organisation faîtière « Sécession rhénane » après de violents conflits internes.
La rapidité avec laquelle le milieu artistique de Düsseldorf a été 'nettoyé' après la nomination d'Adolf Hitler au poste de chancelier du Reich le 30 janvier 1933 est démontrée par des actions telles que la démolition du monument Rübsam aux morts en mars 1933 et l'incendie de livres en avril 1933. Le 28 juillet 1933, le ministre de l'éducation populaire et de la propagande publie un décret selon lequel les associations d'artistes et les clubs artistiques ont été mis au pas et leurs membres ont été transférés à la chambre des beaux-arts du Reich. La « Jeune Rhénanie » et le « Groupe Rhin » sont éteints en 1933. La "Sécession rhénane" est dissoute en 1938 par arrêté. Motif : « Les expositions montrent qu'on ne peut pas parler de coopération au sens de développement culturel. Au contraire, il est démontré que dans la Sécession rhénane, l'esprit de ces cercles du passé qui se sont réunis autour de Flechtheim, de Madame Ey et d'autres est toujours présent."
En 1946, la " Sécession rhénane " est rétablie. À l'initiative de Ludwig Gabriel Schrieber (de), la "Nouvelle Sécession rhénane" s'en sépare.
L' exposition « Trop beau pour être vrai » - La Jeune Rhénanie a lieu au Museum Kunstpalast de février à juin 2019 à l'occasion du 100e anniversaire de la fondation de l'association. L'exposition, ainsi que la publication qui l'accompagne, comprend un portrait de groupe du cercle restreint autour de Johanna Ey, peint par Arthur Kaufmann en 1925.